# 社會學學報
《社會學學報》是一份1955年起出版的英語社會學學術期刊，由挪威社會學會（Norsk sosiologforening）發行、SAGE Publications出版，現任主編是奧斯陸大學醫療社會學教授麗絲·凱爾瑟朗（Lise Kjølsrød）與社會學教授爾尼·馬斯提卡薩（Arne Mastekaasa）。《社會學學報》是挪威社會學會的官方期刊。
根據《期刊引證報告》數據顯示，《社會學學報》2010年時的影響因子是1.000，在139份社會學期刊中排名第43。

## 外部連結
- 《社會學學報》在出版社官網的介紹 （页面存档备份，存于） （英文）\